# 汉娜·凯利
汉娜·凯利（英語：Hannah Kelly，2000年12月20日—），英国女子田径运动员，主攻400米赛跑，2024年世界室内田径锦标赛女子4×400米接力铜牌得主、2024年夏季奥林匹克运动会女子4×400米接力铜牌得主。